# August Essenwein (Architekt)

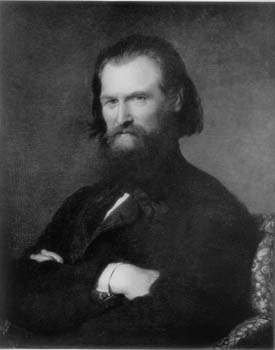
August Essenwein

August Ottmar (Ritter von) Essenwein (* 2. November 1831 in Karlsruhe; † 13. Oktober 1892 in Nürnberg) war Architekt, Bauhistoriker und Kunstschriftsteller; ab 1866 war er Vorstand (Erster Direktor) des Germanischen Museums, das 1871 in Germanisches Nationalmuseum umbenannt wurde.

## Leben

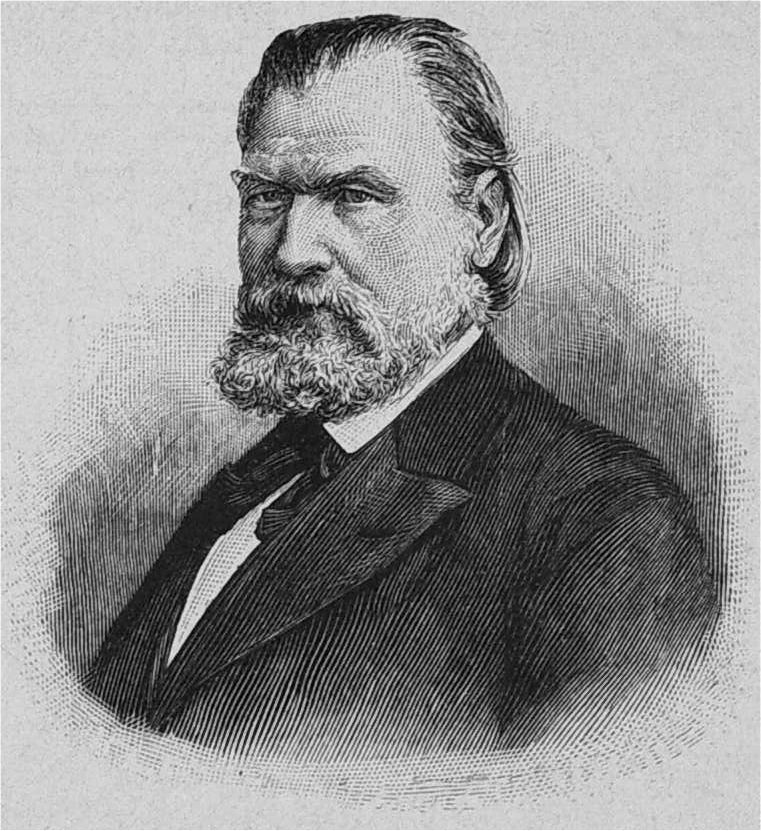
August Essenwein

Essenweinbau Nürnberg

August Essenwein besuchte von 1847 bis 1852 das Polytechnikum in Karlsruhe, das heutige Karlsruher Institut für Technologie, wo er Mitglied der Burschenschaft Germania (heute Teutonia) wurde. Er machte dann längere Studienreisen nach Berlin, Köln, Wien und Paris. Von 1853 bis 1856 arbeitete er als Architekt in Karlsruhe. Während dieser Zeit entstand das mit 36 Tafeln bebilderte Werk Norddeutschlands Backsteinbau im Mittelalter.
1856 übersiedelte er nach Wien und trat in den Dienst der Staatseisenbahn ein. Nebenbei widmete er sich kunsthistorischen Studien; er schrieb mehrere größere Aufsätze für die Mitteilungen der k. k. Zentralkommission etc., fertigte architektonische Entwürfe verschiedener Art an, bei denen er besonders den romanischen Stil pflegte, und war auch für die Kunstindustrie tätig. 1864 wurde er zum städtischen Baurat in Graz gewählt und ein Jahr darauf zum Professor an der dortigen technischen Hochschule ernannt; hier gab er 1867 unter anderem den Band Die mittelalterlichen Kunstdenkmale der Stadt Krakau heraus.

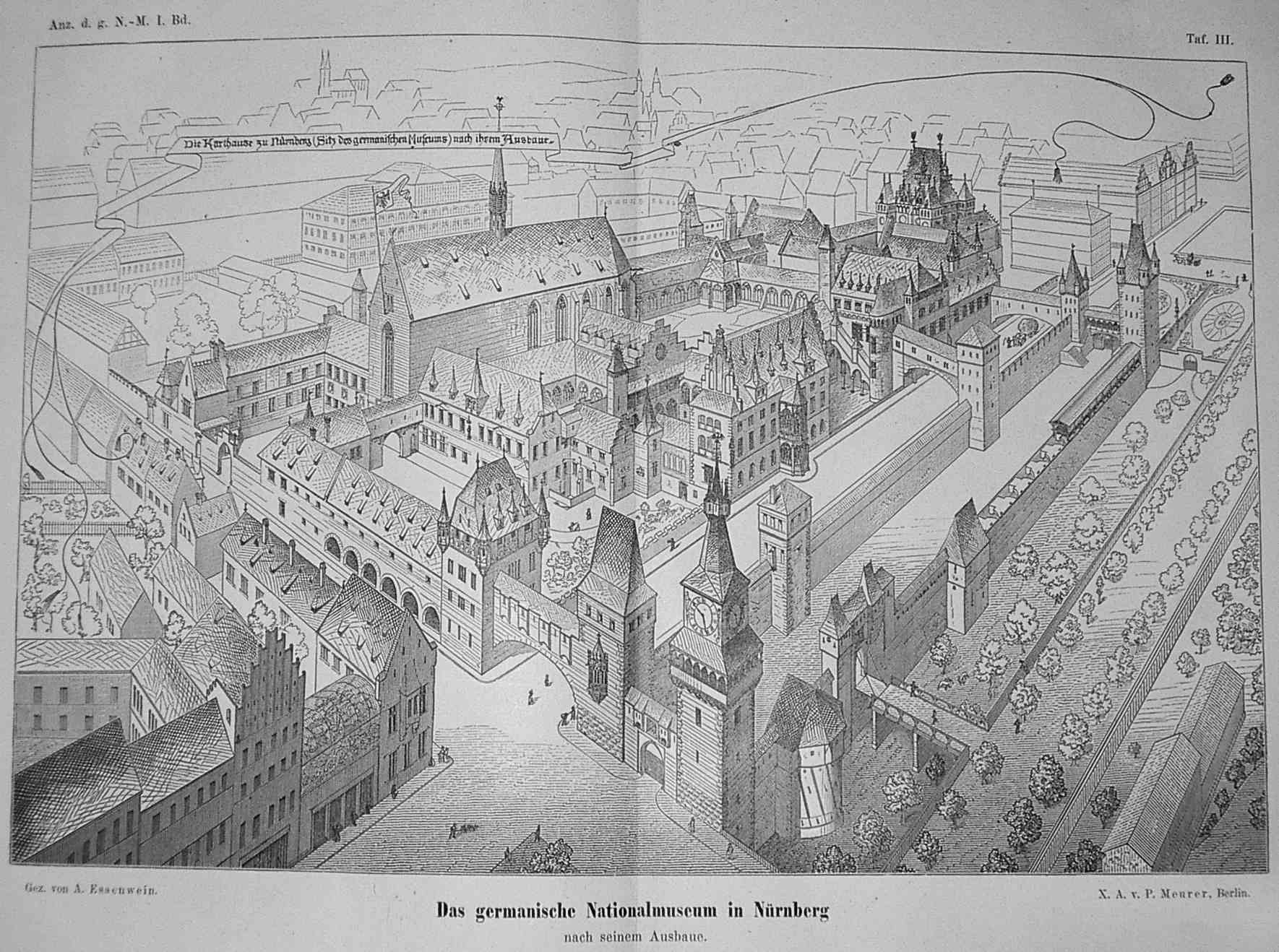
Zeichnung des Germanischen Museums

1866 wurde er als erster Vorstand des Germanischen Museums (heute Germanisches Nationalmuseum) nach Nürnberg berufen und entfaltete dort eine überaus rege Tätigkeit, wodurch die Anstalt in kurzer Zeit bedeutend erweitert wurde und zu hohem Ansehen kam. Er verlagerte den Schwerpunkt des Museums von einem Quellenrepertorium zu einer kunst- und kulturgeschichtlichen Sammlung. Er publizierte teils allein, teils mit August von Eye, mehrere kleine Schriften über das Museum, dann Spezialkataloge über einige Abteilungen der Sammlung, mit Quellen zur Geschichte der Feuerwaffen und Die Holzschnitte des 14. und 15. Jahrhunderts im Germanischen Museum zwei große Kupferwerke, und viele kleinere Aufsätze im Anzeiger für Kunde der deutschen Vorzeit. Daneben fertigte er als Denkmalpfleger Entwürfe zu Restaurierungsarbeiten, z. B. des Bonner Münsters, zu Wandmalereien, Glasgemälden, Orgeln (z. B. für die Kirche St. Lorenz in Nürnberg), zur gesamten Ausstattung von Kirchen, z. B. Groß St. Martin zu Köln, deren Ausführung er auch in allen Einzelheiten überwachte.
Weiterhin ist der Ausbau des Kartäuserklosters Nürnberg, dem Sitz des Germanischen Museums, sein Werk.
Sein Grab befindet sich auf dem Nürnberger Johannisfriedhof.
Im Germanischen Nationalmuseum befindet sich heute ein Teil seines schriftlichen Nachlasses.

## Werke

### Bauten

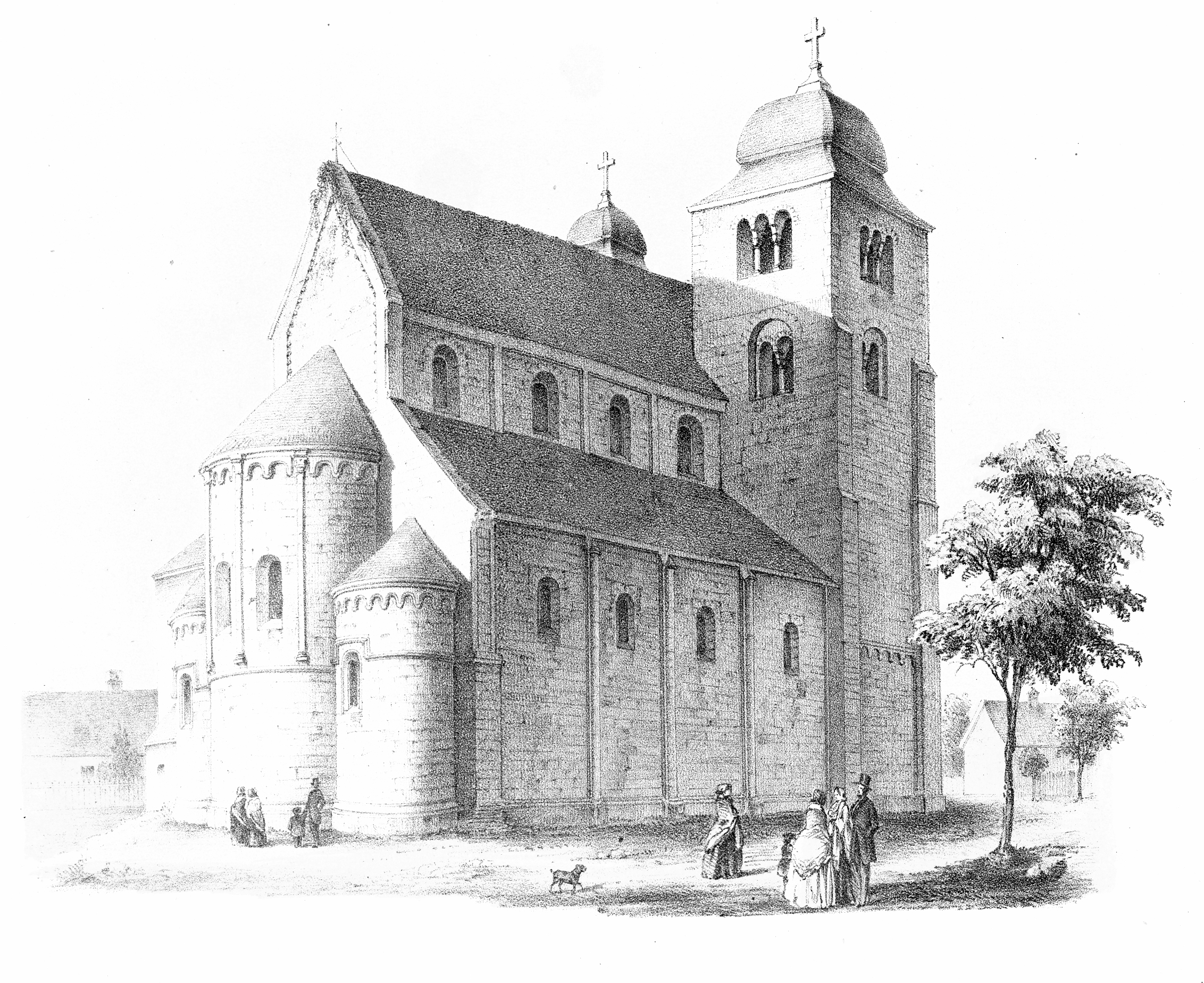
Die romanische Kirche zu Lébény

- Restaurierung der Kirche zu Lébény (Westungarn), innen: 1862–1865, außen: 1872–1879
- Verschiedene Um- und Erweiterungsbauten für das Germanische Nationalmuseum in Nürnberg
- Restaurierung der Frauenkirche in Nürnberg, seit 1878
- Neues Rathaus in Nürnberg (Essenwein-Bau) mit Rathausturm (Rathausgasse/Fünferplatz/Theresienstraße), 1885–1889 (1944/45 zerstört, Reste 1951 für veränderten Wiederaufbau und Umgestaltung des Platzes abgebrochen)

### Kirchenausstattung
- Entwürfe dreier Chorfenster in der Ostkonche (vor 1869), Groß St. Martin in Köln, zerstört[2]
- Entwurf der Kanzel (1874), St. Maria im Kapitol in Köln[3]
- Entwurf dreier Fenster in der Nordkonche (vor 1875/89), Groß St. Martin in Köln, zerstört[4]
- Entwurf dreier Westfenster (um 1877), Groß St. Martin in Köln, zerstört[5]
- Entwurf des Hochaltars (1878–1882), St. Maria im Kapitol in Köln[6]
- Entwürfe des Fußbodenmosaiks (1884–1887), Kölner Dom[7]
- Entwurf des Fußbodenmosaiks von Villeroy & Boch (1885), Groß St. Martin in Köln[8]
- Entwürfe der Ausmalung (vor 1887), Kaiserdom Königslutter[9]

### Schriften (Auswahl)

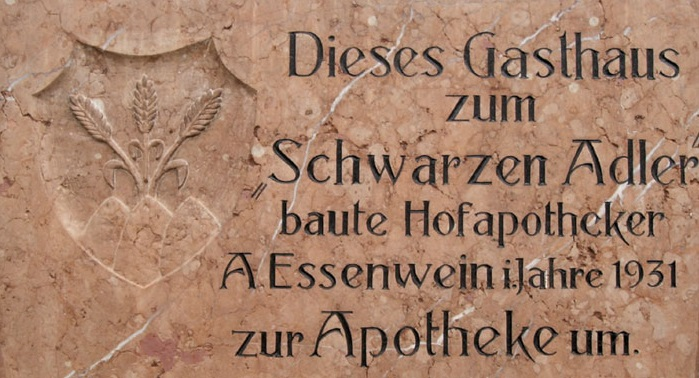
Das Wappen der Familie von Essenwein in Wörth an der Donau

Neben zahlreichen Aufsätzen in Zeitschriften und diversen Katalogen verfasste Essenwein u. a. die folgenden Werke:
- Norddeutschlands Back-Steinbau im Mittelalter Karlsruhe o. J. (1855–1856) (Digitalisat)
- Die Entwicklung des Pfeiler- und Gewölbesystemes in der kirchlichen Baukunst vom Beginne des Mittelalters bis zum Schlusse des XIII. Jahrhunderts. In: Jahrbuch der kaiserl. königl. Central-Commission zur Erforschung und Erhaltung der Baudenkmale 3, 1859, S. 1–104.
- Die Capelle des Heil. Johannes des Täufers, genannt Capella Speciosa zu Klosterneuburg. In: Berichte und Mittheilungen des Alterthums-Vereins zu Wien 5, 1861, S. 1–44.
- Die mittelalterlichen Kunstdenkmale der Stadt Krakau, Nürnberg 1867.
- Quellen zur Geschichte der Feuerwaffen. Hrsg. vom Germanischen Museum, Leipzig 1872–1877. (Digitalisat der Abbildungen)
- Kunst- und kulturgeschichtliche Denkmale des Germanischen Nationalmuseums, Nürnberg 1877.
- Die Holzschnitte des 14. und 15. Jahrhunderts im Germanischen Museum.
- Das germanische Nationalmuseum, dessen Sammlungen, sowie der Bedarf zur programmgemäßen Abrundung derselben, Nürnberg 1884 (Google Books).
- Bilderatlas zur Kulturgeschichte; Mittelalter, Leipzig 1884.
- Beiträge zum Handbuch der Architektur.
  - Die Kriegsbaukunst. In: Handbuch der Architektur (herausgegeben von Josef Durm, Hermann Ende, Eduard Schmitt und Heinrich Wagner). Zweiter Theil: Die Baustile. Historische und technische Entwicklung. 4. Band: Die romanische und die gothische Baukunst. Erstes Heft, Arnold Bergsträsser, Darmstadt 1889 (Google Books).